# Dennis Kimetto
Dennis Kipruto Kimetto (22 de janeiro de 1984) é um fundista queniano. Foi recordista mundial da maratona até setembro de 2018, título que conquistou na Maratona de Berlim de 2014.

## Origens
De uma família de agricultores e criadores de gado pobres do interior do Quênia, com dificuldades para sobreviver, o que, apesar do talento já demonstrado para as corridas na escola o impediu de se dedicar apenas ao atletismo, sendo obrigado a trabalhar para ajudar os pais desde cedo, Kimetto começou a correr seriamente longas distâncias já com mais de 20 anos, e sua transformação em atleta profissional de elite se deu após um encontro em 2008 com o maratonista Geoffrey Mutai, vencedor das maratonas de Boston e Nova York durante um treinamento que fazia nas estradas do Quênia, perto da vila de Kapng'tuny. Mutai, impressionado com o estilo elegante de passadas largas e a velocidade do rapaz desconhecido, o levou para treinar com as equipes de fundo quenianas do vale do Rift e três anos depois ele ganhava sua primeira corrida internacional, a Meia-maratona de Dubai. Foi com o dinheiro que ganho com as primeiras corridas que ele pode começar a pagar a escola dos irmãos menores e comprou uma casa melhor para a família em Eldoret.

## Carreira
Corredor essencialmente de provas de rua de longa distância, sem experiência em pista, ele é o recordista mundial dos 25 km, conquistado em Berlim, em 2012 – 1:11.18, ainda sendo um novato entre a elite mundial do atletismo. Em 2012, estreou na maratona, chegando em segundo lugar na Maratona de Berlim, com a marca de 2:04.16, um segundo após o vencedor, seu compatriota Geoffrey Mutai, e com o melhor tempo do mundo para um estreante na grande distância. Na época, sua marca também foi a quinta melhor da história.
Em 2013, Kimetto venceu a Maratona de Tóquio, em fevereiro, com a marca de 2:06.50, recorde do percurso, e a Maratona de Chicago em outubro, com 2:03.45, também recorde do percurso, então a melhor marca oficial da maratona em território norte-americano e quarto melhor tempo do mundo. 
Em setembro de 2014 Kimetto tonou-se recordista mundial da maratona ao vencer a Maratona de Berlim em 2:02.57, o primeiro homem a correr a distância em menos de 2h03min.